# Uropsilus gracilis
Uropsilus gracilis — вид ссавців родини Talpidae. Це ендемік Китаю; популяції, відомі з М'янми, ймовірно, представляють інші види (див. нижче). Uropsilus gracilis населяє змішані листяно-хвойні ліси, зазвичай вище зони рододендронів і до межі лісу (між 3000–4000 м залежно від топографічних умов).
U. atronates і U. nivatus раніше вважалися підвидами, але філогенетичне дослідження 2018 року розділило їх як окремі види. Дослідження виявило, що U. gracilis є сестринським видом неописаного виду Uropsilus, причому клада, що складається з обох, є сестринською для U. atronates. U. atronates і клада, що містить U. gracilis, ймовірно, розійшлися протягом раннього-серединного плейстоцену.
Загрози для цього виду невідомі. Якщо він залежить від лісів, принаймні на нижчих висотах, то загрози, ймовірно, включатимуть вирубку лісів для сільського господарства, плантацій, лісозаготівель та поселення людей. Вид, імовірно, присутній у ряді охоронних територій.